# OR1E3
Olfaktorni receptor familija 1 podfamilija E član 3 (gen/pseudogen) je protein koji je kod ljudi kodiran genom OR1E3.

## Funkcija
Olfaktorni receptori formiraju interakcije sa molekulima mirisa u nosu, čime se inicira neuronski respons koji izaziva percepciju mirisa. Oni su odgovorni za prepoznavanje i G proteinima posredovanu transdukciju mirisnih signala. Proteini olfaktornih receptora su članovi velike familije G protein spregnutih receptora (GPCR). Poput mnogih receptora za neurotransmitere i hormone, olfaktorni receptori imaju strukturu 7-transmembranskog domena. Oni su kodirani genima sa jednim eksonom. Geni olfaktornih receptora su najveća familija genoma. Nomenklatura gena i proteina olfaktornih receptora je nezavisna od drugih organizama.

## Mirisni repertoar
Ketoni, posebno acetofenon, deluju kao agonisti za OR1E3.
Iz asocijacija na druge olfaktorne receptore, otkriveno je da je OR1E3 povezan sa sklonostima mirisa „lekova“ i „fenola“.